# Martial d'Auvergne
Martial de Paris, connu sous le nom de Martial d'Auvergne, né vers 1420 à Paris et mort le 13 mai 1508, est un poète français.

## Biographie
D’une famille sans doute originaire d’Auvergne, il fut notaire au Châtelet, et pendant cinquante ans, procureur au Parlement de Paris. Son double statut d'homme de loi et de poète le rapproche de Gilles d'Aurigny (mort en 1553) qui a d'ailleurs repris certaines de ces œuvres.
Il fut employé par les religieuses de l'abbaye de Maubuisson en 1487

## Œuvres
- Son principal ouvrage a pour titre Vigilles de Charles VII à neuf psaumes et neuf leçons (Paris, 1493, in-4° et 1724, 2 vol. in-8°), conservé à la BnF. Sous ce titre emprunté à la liturgie, c’est une chronique rimée, en divers rythmes, de la guerre contre les Anglais. La narration en est vive, attachante et tourne parfois à la satire, comme dans ce passage sur les possesseurs de nombreux bénéfices ecclésiastiques :

« Mais qu’en font-ils ? ilz en font bonne chière.
Qui les dessert ? ils ne s’en soucient guère.

Qui fait pour eux ? un autre tient leur place.

Mais où vont-ils ? ils courrent à la chasse…

He que fait Dieu ? il est bien aise ès cieux.

He quoi ! dort-il ? l’on n’en fait pas, de mieux… »

- Les Louanges de la benoiste Vierge Marie, en vers, Paris, 1492, in-4°.
- Les Arrêts d’amour, Paris, s. d., in-4°, plusieurs fois réimprimé. Livre en prose où sont raillés avec finesse les ridicules de la vie galante.
- On lui attribue également L’Amant rendu cordelier à l’Observance d’amour, Paris, 1490, in-4°. Poème qui rappelle les Arrêts d’amour par le sujet, l’esprit et le talent.